# 仁威庙
仁威庙位于中国广东省广州市荔湾区昌华街道泮塘社区仁威庙前街22号，是一座供奉真武帝的神廟，現改為道觀。

## 建築
始建于宋朝皇祐四年（1052年）时称北帝庙，后来改称仁威庙。历经多次修复、重建，其中明朝天启二年（1622年）、清朝乾隆、同治年间均进行大规模的重修。现存主体建筑坐北朝南，东西阔40米，南北深54至60米，占地2200平方米。沿中轴线前后为头门、正殿、中殿、后殿和后楼；左右为东、西序。
中共建政後的1963年左右，當局安排昌華塑料廠在此生產。文化大革命期間，紅衛兵按照當局「破四舊」的意思把廟裡的神像全部打爛，頭門和正殿成為昌華塑料廠車間，東西配殿成為某校辦工廠的工場。
1983年8月，仁威庙被公布为广州市文物保护单位。
廟宇被佔用期間，工廠在廟內亂搭建，使柱子、樑架等受到嚴重破壞，有的柱子已經傾斜，部分樑架已腐朽；正殿與拜亭的簷已經倒塌，需用架子支撐，搖搖欲墜；樑架的木雕被損壞，有的工藝雕構件已脫落。
1993年底塑料厂迁出。近年政府对庙宇进行了较大的扩建和维修，庙前修建大型的仁威庙广场。每年的农历二月初八是仁威庙诞。